# Paltrockwindmühle Oppelhain

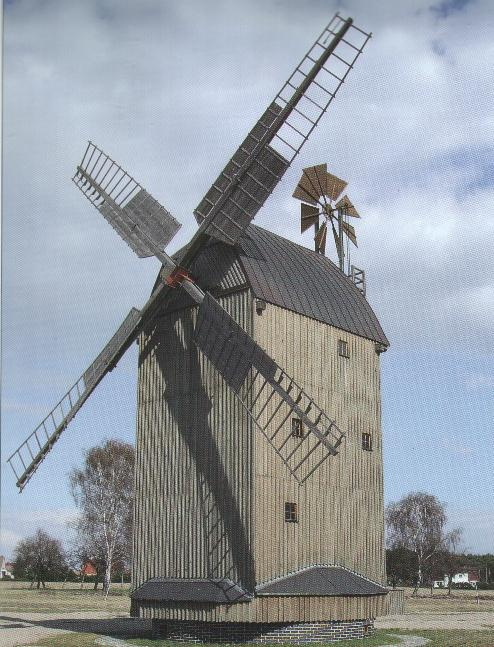
Paltrockwindmühle Oppelhain

Das Technische Denkmal Paltrockwindmühle Oppelhain befindet sich im Ortsteil Oppelhain der brandenburgischen Gemeinde Rückersdorf. Sie wurde nach ihrem letzten Besitzer Neumann-Mühle benannt. Im Innenraum befindet sich eine Schauanlage mit Gefäßen, Erzeugnissen und Handwerkszeug aus dem Alltag des Mühlenbetriebes. Im Mühlenhof wurde ein Pechofen errichtet. In diesen Pechöfen wurde früher das Pech hergestellt, welches zum Schmieren der Holzachsen an Fuhrwerken benötigt wurde. Außerdem befindet sich hier ein Streichelzoo, sowie ein Kinderspielplatz. In der Nähe der Paltrockwindmühle zeigt der 1996 angelegte und vom damaligen brandenburgischen Ministerpräsidenten Manfred Stolpe eingeweihte 4000 m2 große Kräutergarten die Vielfalt der im Naturpark Niederlausitzer Heidelandschaft vorkommenden Gewürz- und Heilkräuter. Im Kräutergarten stehen mehrere Mühlen-Modelle im Maßstab 1:10.
Die Mühle ist im Sommerhalbjahr an den Wochenenden für die Öffentlichkeit zugänglich. In der übrigen Zeit kann sie nach Voranmeldung besichtigt werden. Zweimal im Jahr findet an einem Samstag der Oppelhainer Mühlenmarkt statt.

## Technische Daten

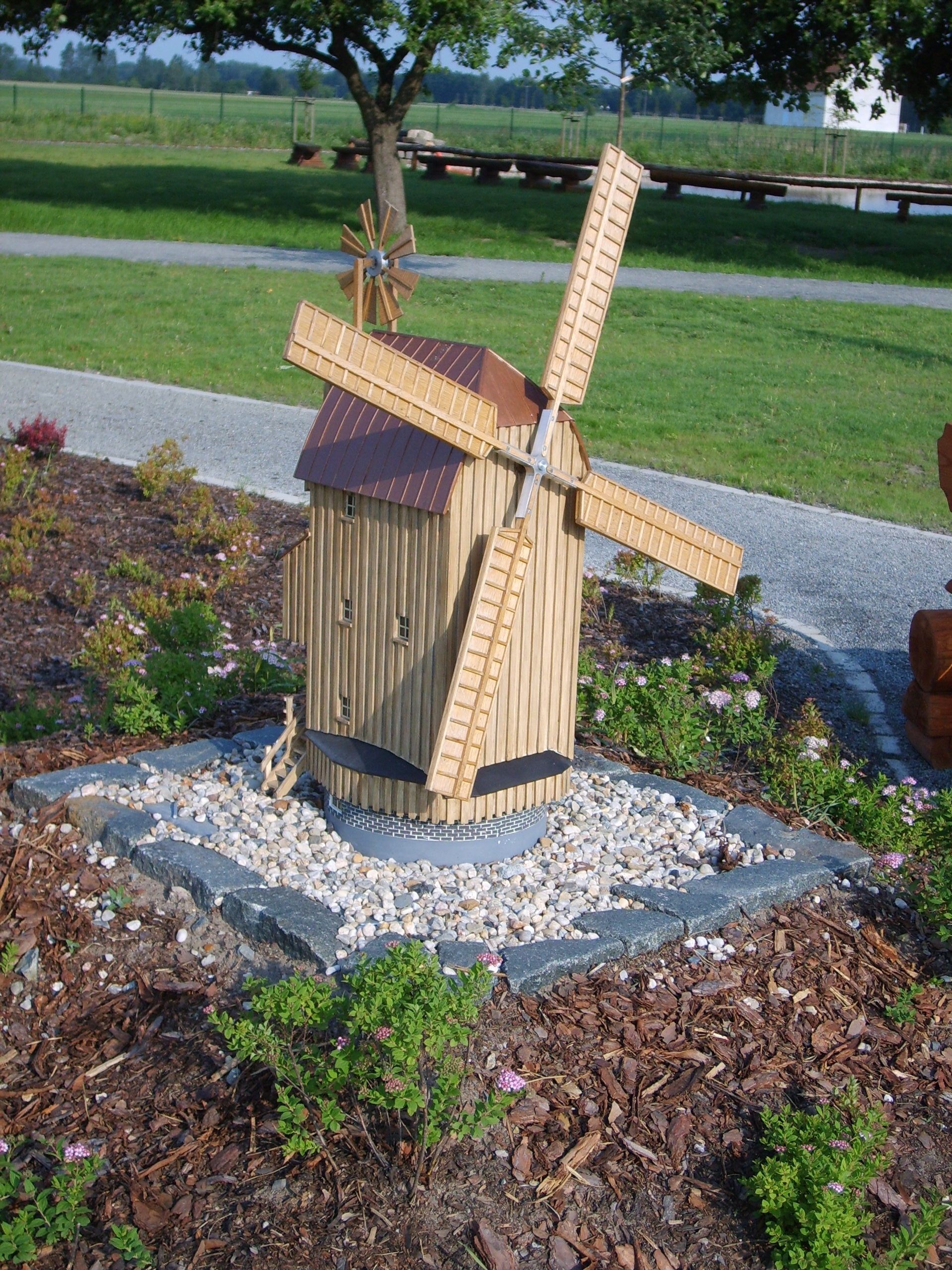
Das Modell der Mühle im Miniaturenpark Elsterwerda

### Mühlentechnik
- 1 Walzenstuhl
- 1 Quetsche
- 2 Schrotgänge
- 1 Mahlgang
- 1 Sechskantsichter mit Vorbrettern aber ohne Klappen.
- 1 Getreidebunker
- 1 Sackaufzug

### Leistung
Bei entsprechenden Windverhältnissen erzeugten die Windmühlenflügel eine Leistung von ca. 20 PS.

### Abmessungen der Mühle
- Breite: 8,41 m
- Länge: 7,64 m
- Höhe: 16,66 m
- Flügellänge: 10,62 m
- Kammraddurchmesser: 3,84 m
- Ganggetriebeverhältnis: 100/15
- Eigengewicht der Mühle: 50 t
- Fundamentdurchmesser: 7,00 m
- Anzahl der Rollen: 60 Stück

## Geschichte
Die Windmühle wurde ursprünglich im pommerschen Königsberg errichtet und 1832 nach Grassau versetzt. Arthur Neumann kaufte 1933 die Mühle und ließ sie 1934 durch den Baumeister Albert Schulze aus Schönewalde in eine Paltrockwindmühle umbauen. Während des Zweiten Weltkrieges hinterließ ein Sturm 1941 schweren Schaden an der Bausubstanz, welcher bald darauf behoben werden konnte. Bis 1970 nutzte die ortsansässige LPG die Mühle für die Futtermittelherstellung.
1997 kaufte die Gemeinde Oppelhain die Mühle. Ab 1998 erfolgte der Rückbau vor Ort und die Einzelteile wurden nach Oppelhain geflogen, um sie ab 2000 am neuen Platz wieder aufzubauen. Am 26. Mai 2001 wurde sie feierlich eingeweiht und ging in Betrieb.

## Die ältere Mühlengeschichte des Ortes
Bereits 1600 und 1630 werden in Oppelhain eine Wassermühle, sowie eine Windmühle genannt. Beide Mühlen haben nach dem Erbregister 1636 zusammengehört und sind 1670 separiert worden. 1771 heißt der Wassermühler Sieber, welcher Streit mit den Gordener Bauern hatte. Diese hatten das alte Wehr abgerissen und dadurch die Mühle und die Fluren mehrerer Dörfer überschwemmt. Das Gleiche geschah 1788 und 1789. In den Jahren 1781, 1881 und 1825 sind die Wassermühle, sowie die Windmühle nachgewiesen. Ab 1902 wurde nur noch die Wassermühle erwähnt und ab 1938 Martin Müller als Besitzer genannt. 1987 war es Alfred Spiering. Sie wurde ab 1921 elektrisch und zuletzt nur noch zum Gummi zermahlen betrieben. Der Durchmesser des Mühlsteins betrug 125 Zentimeter.